# Теренсіо Сьєрра
Теренсіо Сьєрра Ромеро (16 листопада 1839 — 1907) — президент Гондурасу з 1899 до 1903 року.

## Життєпис
Сьєрра народився в гондураському департаменті Вальє. Після навчання в місті Комаягуа працював у друкарні в Сальвадорі. Після цього подорожував Центральною та Південною Америкою як бухгалтер на судні. Був одним із засновників Ліберальної партії Гондурасу. Пізніше був обраний на пост президента країни демократичним шляхом.
1902 року він програв вибори та після завершення терміну повноважень виїхав з країни до Сальвадору.